# Rio Ponte Nova
O Rio Ponte Nova também conhecido como Ribeirão Ponte Nova é um curso de água que banha o estado de São Paulo, Brasil. Pertence à bacia do Rio Grande.
O Rio Ponte Nova  nasce no município de Cristais Paulista na localização geográfica, latitude 20°19'29.7" sul e longitude 47°25'30.9" oeste, entre a cidade de Cristais Paulista e Pedregulho próximo à rodovia estadual SP-334.
Passa pelos municípios de: Cristais Paulista, Jeriquara, Ituverava, Buritizal e atravessa a Rodovia Anhanguera (SP-330).
Entre Ituverava e Buritizal, se torna afluente do Rio do Carmo na localização geográfica, latitude 20º15'03.9" sul e longitude 47º49'44.5" oeste, o qual torna-se afluente do Rio Grande por sua vez juntamente com o Rio Paranaíba, próximo a Santa Clara d'Oeste, e formam o Rio Paraná.
1. ↑  google.com.br/maps